# Joseph J. Rochefort
Joseph J. Rochefort (1900 -1976) fue un oficial naval y criptoanalista encargado en las operaciones criptográficas y de Inteligencia de la Armada de los Estados Unidos desde 1925 hasta 1947, su asertividad fue relevante en el Frente del Pacífico, particularmente en la Batalla de Midway. 
Sus contribuciones y las de su equipo fueron fundamentales para la victoria en la Guerra contra Japón.

## Biografía
Rochefort nació en Dayton, Ohio en 1900.   En 1917, se unió a la Marina de los Estados Unidos cuando todavía estaba en la escuela secundaria en Los Ángeles, sin obtener un diploma de bachillerato. Se alistó en la Marina en 1918, mintiendo que nació en 1898 para parecer tener casi 21 años y ser elegible para el servicio. Este ajuste duró toda su carrera. Fue comisionado como alférez después de graduarse el 14 de junio de 1919 de la Escuela de Ingeniería de Vapor de la Marina de los EE. UU. en el Instituto de Tecnología Stevens y más tarde en 1919 se convirtió en oficial de ingeniería del petrolero USS Cuyama.
Un oficial de su círculo de amistades observó que Rochefort tenía un talento innato por resolver crucigramas y habilidades expertas para jugar el juego de cartas de puente de subasta en nivel avanzado y lo recomendó para una clase de criptoanálisis de la Marina en Washington D. C. La instrucción incluyó entrenamiento criptoanalítico como asistente del capitán Laurance Safford, y trabajo con la maestra descifradora de códigos, Agnes Meyer Driscoll en 1924. Rochefort pasó nueve años en asignaciones criptológicas o relacionadas con la Inteligencia y contaba con catorce años en el mar con la Flota de EE. UU. en puestos de responsabilidad creciente. 
Luego se desempeñó como segundo jefe de la recién creada organización criptoanalítica de la División de Comunicaciones Navales, OP-20-G, desde 1926 a 1929; enseñanza  en el dominio de la lengua japonesa de 1929 a 1932 siendo agregado naval en la embajada de Estados Unidos en Japón; en esa circunstancia conoció a Edwin T. Layton, donde congeniaron como una dupla profesional rápidamente. Rochefort se especializó en esfuerzos de descifrado de códigos encriptados y a su vez, Layton en el uso de información de inteligencia e interpretación para elaborar juegos de guerra, ganando notoriedad por evaluar asertivamente contextos en base a fragmentos o segmentos de información.

### Guerra del Pacífico
Posteriormente tuvo una asignación de inteligencia de dos años en el Undécimo Distrito Naval de San Diego, de 1936 a 1938. 
A principios de 1941, con el deterioro del panorama geopolitico de Asia, Laurence Safford fue nuevamente jefe de OP-20-G en Washington y envió a Rochefort a Hawái para convertirse en oficial a cargo de la estación HYPO ("H" para Hawái en el alfabeto fonético de la Marina en ese momento) en Pearl Harbor como un experto lingüista japonés y criptoanalista capacitado.
El equipo de Rochefort fue asignado para descifrar el sistema de cifrado más seguro de la Armada japonesa, el llamado Código de oficiales de bandera,  mientras que los criptógrafos de la Armada en Station CAST ( Cavite en Filipinas) y el equipo OP-20-G en Washington (NEGAT, "N" para Navy Departamento) se concentró en el intrincado cifrado principal de la flota japonesa denominado JN-25.
Rochefort tenía una estrecha relación laboral con Edwin T. Layton , a quien conoció en el viaje a Tokio en 1932, donde ambos hombres fueron enviados a aprender japonés a petición de la Armada.
En 1941, Layton fue el jefe de inteligencia del Almirante Husband E. Kimmel, Comandante en Jefe de la Flota del Pacífico (CINCPAC). Layton sugirió tanto al general Short como a Kimmel que podría suceder un ataque sorpresa japonés a las Hawai; pero Kimmel fiel a su cadena de mando esperó directivas formales por parte de Turner al respecto. Short como precaución hizo instalar una serie de radares móviles en distintos puntos de la isla de Oahu.
Tanto a Layton como a Rochefort se les negó el acceso a los descifrados de los mensajes diplomáticos enviados en código Púrpura llamado MAGIC, el cifrado diplomático de más alto nivel, en los meses previos al ataque japonés, por orden del director de la División de Planes de Guerra, Richmond K. Turner.
La carpeta MAGIC estaba disponible solo al más alto nivel, el presidente, el secretario de Guerra, Henry L. Stimson y el encargado de inteligencia en Washington, Richmond K. Turner. 

### Pearl Harbor

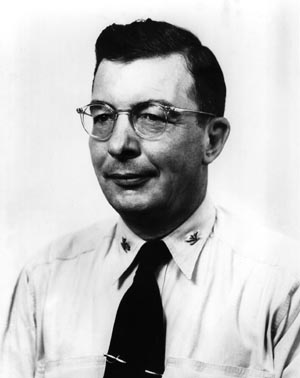
Contraalmirante Edwin T. Layton, con quien Rochefort formó una dupla en el servicio de inteligencia de EE. UU. durante la guerra.

Previo al ataque a Pearl Harbor, Los informes de inteligencia sobre un inminente ataque por parte del Japón con probable fecha y hora fueron emitidos y recibidos en Washington por el jefe de la Secretaría de Guerra, Henry L. Stimson y el encargado de inteligencia en Washington, Richmond K. Turner; asimismo por el jefe de operaciones navales, el general Harold R. Stark pero fueron considerados como conjeturas peligrosas o alarmistas y desestimados.
El acceso a la información de MAGIC estaba restringido a la cadena de mando, esto dificultó la entrega de alertas más efectivas y directrices concisas a quienes debían ser los depositarios ejecutivos, el general Walter Short y el mismo almirante Kimmel en Hawái. Ambos oficiales solo tenían instrucciones de tomar medidas contra supuestos sabotajes en las bases militares de Hawái, hasta que finalmente sucedió el ataque a Pearl Harbor. Ambos oficiales Short y Kimmel vieron arruinadas sus carreras.

### Batalla de Midway
Los criptógrafos de la Marina, con la ayuda de los criptógrafos británicos en la Oficina Combinada del Lejano Oriente (en Singapur; luego Colombo, Kenia, Colombo) y los criptógrafos holandeses (en las Indias Orientales Holandesas), se combinaron para romper suficientes segmentos encriptados del difícil código JN-25 para proporcionar informes de inteligencia útiles y evaluaciones sobre la disposición y las intenciones de las fuerzas armadas japonesas a principios de 1942. 
A menudo, Rochefort pasaba días sin salir de su búnker, donde él y su personal pasaban 12 horas al día descifrando trazos o segmentos de mensajes, o incluso más, trabajando para decodificar el tráfico de radio japonés. A menudo Rochefort mostraba una faceta excéntrica, usaba pantuflas y una bata de baño con su uniforme caqui y, a veces, pasaba días sin bañarse ya que estaba totalmente dedicado a su trabajo y era muy consciente que su trabajo equivalía a salvar miles de vidas estadounidenses.
Rochefort quien dirigía la estación HYPO (con el apoyo de estación CAST) sostuvo que el próximo ataque japonés sería en el Pacífico Central y convenció al almirante Chester W. Nimitz; en cambio Richmond K. Turner porinformes de la estación OP-20-G insistió e hizo valer su influencia en que estaría en otro lugar del Pacífico, probablemente en las Islas Aleutianas, y muy posiblemente en Port Moresby en Papúa Nueva Guinea , o incluso en la costa oeste de los Estados Unidos. 
La OP-20-G, que había sido reestructurada (Safford había sido reemplazado por el comandante John Redman, (un oficial de comunicaciones no capacitado en criptoanálisis) estuvo de acuerdo en que el siguiente ataque principal estaba programado para mediados de junio, no para fines de mayo o principios de junio, como sostuvo Rochefort. Redman también dijo que Rochefort estaba "no cooperando" y debería concentrarse en la recuperación aditiva. El almirante Ernest J. King, superior de Nimitz en Washington, fue persuadido por OP-20-G y convencido. Rochefort creía firmemente, así como Layton de que un nombre de código desconocido, AF, se refería a la isla de Midway contradiciendo a Washington. Esto le atrajo la desidia por parte de King, situación que afectaría la vida futura de Rochefort.
En mayo, Layton predijo que el próximo objetivo japonés sería Midway, mientras que el almirante Turner predecía Port Moresby o las islas Aleutianas como el siguiente objetivo japonés. Nimitz dio crédito al equipo de inteligencia HYPO al enterarse de que los japoneses llamaban AF a su próximo objetivo. Rochefort y Layton sugirieron a Nimitz que se usara una carnada, que se emitiera un mensaje sin descifrar indicando un fallo en la planta desaladora de agua. 8 horas después, se interceptó un mensaje en que se indicaba que en AF escaseaba el agua siendo recibido por Rochefort y enviado a Layton. Layton informó a Nimitz y se tuvo la certeza del próximo objetivo. Layton posteriormente informó la fecha probable como el 3 de junio. La certeza de Layton y Rochefort fue muy apreciada por Nimitz.
Cuando Nimitz recomendó a Rochefort para una Medalla por Servicio Distinguido de la Marina , la recomendación fue rechazada por Ernest J. King, quien injustamente consideró a Rochefort como “uno de los oficiales de aspecto menos militar que había conocido”. Rochefort también le dijo a Nimitz que detuviera la recomendación ya que solo "causaría problemas".  Otras fuentes sugieren que Rochefort no recibió reconocimiento oficial durante su vida porque se convirtió en un chivo expiatorio por la vergüenza a la que expuso al equipo OP-20-G. Es notable que Rochefort se retiró de la Marina con el grado de capitán; en tanto Layton alcanzó el grado de almirante.
Redman (cuyo hermano era el influyente contralmirante Joseph Redman) se quejó con King sobre el funcionamiento de la estación de Hawái; como resultado, Rochefort fue reasignado desde el criptoanálisis para comandar el dique seco flotante ABSD-2 en San Francisco como un acto de castigo. 
Rochefort nunca volvió a servir en el mar y renunció en 1947.  El hecho de que Rochefort no recibiera un mayor reconocimiento en ese momento es considerado por algunos como un ultraje y un ejemplo de las vendettas personales contraproducentes de Redman y King.  Sin embargo, fue condecorado con la Legión al Mérito al final de la Guerra por la objeción de King.
Cuando Nimitz estuvo en la guerra de Corea volvió a llamar a a Layton y a Rochefort como jefe del Grupo de Inteligencia Estratégica del Pacífico, cuando terminó ambos pasaron a la vida civil.
Rochefort murió en Torrance, California en 1976. En 1986, recibió póstumamente la Medalla del Servicio de Defensa Nacional del Presidente, el premio militar más alto en tiempos de paz, por su apoyo a la Batalla de Midway.